# Аде (глумац)
Аде (енгл. Ade) је британски глумац нигеријског поријекла, рођен 1970. године у Лондону. Најпознатији је по улози Тајрона у Ричијевом филму Снеч, наиме то је била његова прва филмска улога. Поред глуме још се бави музиком, и издавачком индустријом.

## Филмографија
| Улоге Адеа |                |               |             |          |
| Година     | Српски назив   | Изворни назив | Улога       | Напомена |
| 2009.      |                |               | Цезар       |          |
| 2008.      |                |               | Ди Џеј      |          |
| 2007.      | Слатка кућа    |               | Пол         |          |
| 2006.      | Казино Ројал   |               | Инфанте     |          |
| 2003-2004. | Проницљиви Еди |               | свиња Расел |          |
| 2001.      | Формула 51     |               | Омар        |          |
| 2000.      | Снеч           |               | Тајрон      |          |